# Aurelio Cestari
Aurelio Cestari (16 de junho de 1934) é um ex-ciclista italiano que participava em competições de ciclismo de estrada. Ele correu como profissional durante as décadas de 50 e 60 do século XX. Representou a Itália em dois eventos nos Jogos Olímpicos de Melbourne 1956.